# Zdeno Štrba
Zdeno Štrba (ur. 9 czerwca 1976 w miejscowości Krásno nad Kysucou) – słowacki piłkarz występujący na pozycji defensywnego pomocnika. Od 2013 gra w SC St. Martin.

## Kariera klubowa
Zdeno Štrba jest wychowankiem klubu Tatran ze swojego rodzinnego miasta Krásno nad Kysucou. Jako junior trenował także w Dukli Bańska Bystrzyca. Zawodową karierę rozpoczął w 1998 w Matadorze Púchov. W sezonie 1999/2000 awansował z nim do pierwszej ligi, gdzie był podstawowym zawodnikiem swojego zespołu.
W trakcie rozgrywek 2002/2003 Štrba podpisał kontrakt z MŠK Žilina i od razu zaczął grywać w jego pierwszym składzie. W debiutanckim sezonie Słowak sięgnął z nowym klubem po mistrzostwo kraju, ten sam sukces powtórzył również podczas rozgrywek 2003/2004 i 2006/2007. W 2003, 2004 i 2007 Štrba zwyciężał także z MŠK w Superpucharze Słowacji. W Żylinie słowacki pomocnik grał przez 6,5 roku. W tym czasie rozegrał 191 meczów w rozgrywkach pierwszej ligi i strzelił 9 bramek.
3 czerwca 2009 Štrba przeniósł się do Skody Ksanti. Podpisał z nią 2-letnią umowę, a kwota transferu wyniosła 150 tysięcy euro. W greckiej Super League Słowak zadebiutował 22 sierpnia w zremisowanym 1:1 pojedynku przeciwko drużynie PAS Janina. W debiutanckim sezonie Štrba w ligowych zmaganiach zdobył 4 gole, a jego zespół utrzymał się w Super League mając 1 punkt przewagi nad strefą spadkową.

## Kariera reprezentacyjna
W reprezentacji Słowacji Štrba zadebiutował w 2003. Kolejny mecz w drużynie narodowej rozegrał w 2006, a regularnie zaczął w niej występować od 2007. W 2010 Vladimír Weiss powołał go do 23–osobowej kadry na Mistrzostwa Świata w RPA.